# Marcha-rancho
Marcha-Rancho é um gênero musical brasileiro criado e desenvolvido a partir dos Ranchos Carnavalescos do carnaval no Rio de Janeiro. 
Tais ranchos  possuíam enredos de caráter dramático musical que alcançaram enorme popularidade no carnaval de rua nas primeiras décadas do século XX, bem como serviu de mediador entre diferentes grupos sociais em seu todo constitutivo de manifestação cultural. 
Existente há mais de um século e sendo parte indivisível dos ranchos, esse gênero musical brasileiro se constitui como espelho de uma manifestação artístico-popular de caráter tradicionalmente urbano. O termo marcha-rancho como designação de um gênero musical específico surge na década de 30, embora já de antes, nas duas décadas anteriores houvesse o repertório estilizado já caracterizado e consolidado, porém ainda não denominado como tal. A Marcha-Rancho possui registros desde a última década do século XIX e veio se concretizando nas primeiras décadas do século XX como gênero musical brasileiro. 

## Principais Características
O Gênero Marcha-Rancho traz como características o fato de serem predominantemente cantadas, onde os coros de vozes masculinas e femininas cantam de forma alternada em alguns momentos e em outros todos cantam juntos. O canto é realizado de forma empostada, ou seja, a voz é emitida de forma a se projetar melhor e  facilitar o canto, assim como faziam os atores e cantores de Teatro Lírico na época.  De andamento mais lento, a marcha-rancho procura expressar sentimentos mais poéticos e mais românticos em suas letras. Possuem uma métrica quaternária, onde a melodia, com sua característica tipicamente sincopada e com acentos predominantes nos tempos pares se destaca na estrutura da composição. Apresenta textura de caráter polifônico com acompanhamento, e sua harmonia possui resoluções claras e transparentes.  Quanto à forma, alterna entre a forma Rondó (A-B-A-C-A) e a forma Binária (A-B).
Em sua fase inicial de desenvolvimento, a marcha-rancho possuía uma  instrumentação original com presença de cordas dedilhadas como o violão, cavaquinho, flautas, clarinetes e trombone. Ao longo de seu desenvolvimento, foram acrescidos outros instrumentos como: trompete, tuba, bombo, caixa clara e algumas vezes pratos.

## Marchas-Rancho consagradas
Devido a grande popularidade alcançada pelas marchas-rancho, um grande número obras deste gênero de composição musical foram escritas nas primeiras décadas do séc.XX, passando a partir da década de 40 por um breve período de abandono do gênero tendo, porém, a partir da década de 60 sua redescoberta, voltando então a se estabelecer como parte integrante da tradição musical brasileira. Entre muitas e muitas obras, vamos destacar aqui algumas composições consagradas:
- Ó abre alas - Chiquinha Gonzaga

- As Pastorinhas - João de Barro/Noel Rosa

- Bandeira Branca - Max Nunes/Laércio Alves

- Confete - David Nasser/Jota Júnior
- Dama das Camélias - João de Barro/Alcyr Pires Vermelho
- Malmequer - Newton Teixeira/Cristovão de Alencar
- Luar de Paquetá - Hermes Pontes/Freire Jr
- A Lua é Camarada - Armando Cavalcanti/Klecius Caldas
- Uma Andorinha Não Faz Verão -  Lamartine Babo/João de Barro
- Caçador de Esmeraldas - Humberto Porto/Osvaldo Santiago
- Ilha dos Amores - Cristóvão de Alencar/Newton Teixeira
- Andorinha - Haroldo Barbosa/Herivelto Martins
- Primavera no Rio - João de Barro

- Rancho das namoradas - Ary Barroso/Vinicius de Moraes
- Máscara Negra - Zé Keti/Hildebrando Matos
- Rancho das flores - J.S.Bach/Vinícius de Moraes
- Noite dos Namorados - Chico Buarque